# ヒヴィ

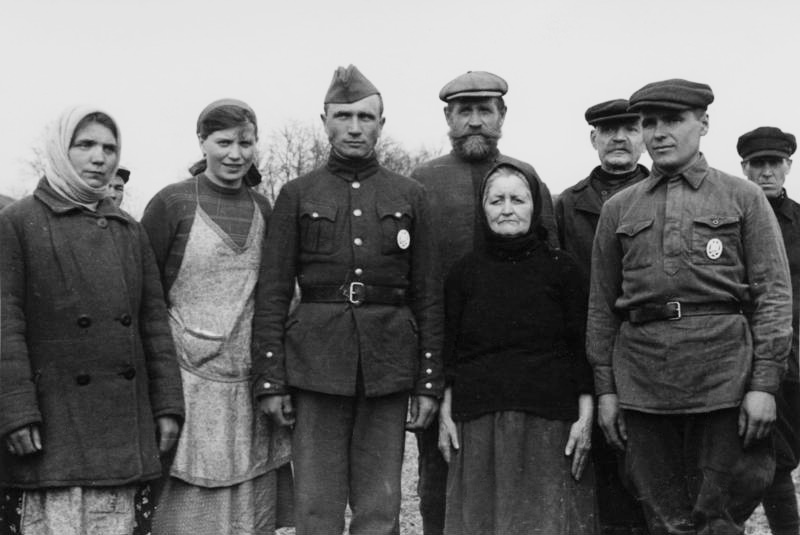
ドイツ陸軍の一般突撃章を授与されたロシアのヒヴィ二名と、その家族（1942年）

ヒヴィ（またはヒーヴィとも。Hiwi）は、第二次世界大戦中のドイツにおいて、敵国の民間人や脱走兵でナチに協力した者をいう。「自発的協力者」を意味するドイツ語 Hilfswilliger の略語で、当時から広く使われた。特に、独ソ戦におけるソ連人協力者の場合について言及されることが多い。
ソ連出身の対独協力者としては、ヒヴィの他にソ連兵捕虜（ロシア解放軍等）やコサックなどがいた。ドイツ軍の中で、ヒヴィは主に労務などに従事する人的資源として活用され、さらにその多くが同胞の殺害やホロコーストにも協力した。しかし、正規の軍人として認められた者はなく、死ぬまで奴隷のようにこき使われた上に、首尾よく部隊を抜け出てソ連側に戻れたとしても、ヒヴィとして活動していた過去が判明して内務人民委員部により反逆罪で処刑されたりラーゲリに収監されたりした者も多い。